# Alosa de Sclater
L'alosa de Sclater (Spizocorys sclateri) és una espècie d'ocell de la família dels alàudids (Alaudidae).

## Hàbitat i distribució
Habita els deserts de l'oest i sud de Namíbia i nord-oest de Sud-àfrica (nord-oest i centre de la Província del Cap).